# Little Harbour (South Twillingate Island)
Little Harbour is dorp in de Canadese provincie Newfoundland en Labrador. Het dorp is gemeentevrij en ligt aan de oostkust van South Twillingate Island, een eiland in Notre Dame Bay, ten noorden van Newfoundland. Little Harbour telt een vijftiental huizen en ligt volledig langsheen Little Harbour Road, een aftakking van Route 340.

## Demografische ontwikkeling
| Demografische ontwikkeling van Little Harbour tussen 2001 en 2021 |
| ----------------------------------------------------------------- |
|                                                                   |
| Bron: Statistics Canada (2001–2006, 2011–2016, 2021)              |